# Krypton (Superman)
Krypton ist ein fiktiver Planet in den Geschichten um den Science-Fiction-Helden Superman und Titel oder Titelbestandteil zahlreicher Buch- und Comic-Veröffentlichungen des US-amerikanischen Verlages DC Comics, der die Superman-Comics herausgibt. Als eingetragene Marke ist Krypton das Eigentum des Unterhaltungsunternehmens WarnerMedia, dem Mutterkonzern von DC Comics.

## Krypton als amerikanischer Gemeinplatz
Die Geschichte um die Zerstörung Kryptons, die zugleich die genreübliche Origin Story (Herkunftsgeschichte) des Superhelden Superman darstellt, ist heute praktisch Teil der amerikanischen Folklore. Sie beschreibt wie Krypton durch eine Naturkatastrophe (oder durch einen nuklearen Unfall) vernichtet wird. Nur der Säugling Kal-El überlebte dieses Unglück, weil Kal-Els Eltern, der Wissenschaftler Jor-El und seine Frau Lara, ihn in eine kleine Rakete setzten, die ihn auf den Weg zur Erde schickte. Dort wurde Kal-El, der wie ein Mensch aussah, aber als Kryptonier über übermenschliche Fähigkeiten verfügt, vom Farmerpaar Martha und Jonathan Kent adoptiert, das Kal-El auf den Namen Clark Kent taufte. Schließlich wurde er zum heroischen Superman. In späteren Versionen der Ursprungsgeschichte gibt es auch andere Überlebende der Katastrophe, wie Supergirl oder den Hund Krypto.
Krypton ist auch Namensgeber für das von dort stammende Mineral Kryptonit.

## Veröffentlichungen unter dem Titel Krypton
Bereits 1978 griff der Schriftsteller Elliot S. Maggin auf den Namen Krypton im Titel seines Romans Last Son of Krypton zurück. Kevin J. Anderson legte 2007 den Roman The Last Days of Krypton vor.
DC Comics selbst benutzte den Namen Krypton erstmals 1981 im Titel einer Comicserie. Von Juli bis September 1979 veröffentlichte DC eine auf drei Hefte beschränkte Miniserie, die die Geschichte des Planeten beleuchtete und die unter dem Titel World of Krypton firmierte.  Von September bis November 1981 folgte die, ebenfalls auf drei Hefte beschränkte, Miniserie Krypton Chronicles. In dieser versucht Superman das Leben seiner kryptonischen Vorfahren aufzuarbeiten.
Von Dezember 1987 bis März 1988 brachte DC schließlich eine weitere vierteilige Miniserie unter dem Titel World of Krypton auf den Markt. Die Miniserie, die von dem Briten John Byrne verfasst und gezeichnet wurde, bietet dem Leser einen Streifzug durch die von Byrne generalüberholte Geschichte des Planeten nach dem Neustart der Superman-Comicserie 1986/1987.

## Weitere Verwendungen des Begriffs
WarnerMedia greift auf den Namen Krypton für zahlreiche Merchandising-Produkte zurück: so gibt es beispielsweise Frühstücksboxen und Schlafanzüge mit Krypton-Motiven und/oder Namen und sogar eine Krypton-Achterbahn, den Superman: Krypton Coaster.